# Marc Nathanson
Marc B. Nathanson, född 12 maj 1945 i Los Angeles i Kalifornien, är en amerikansk affärsman och diplomat. Han tjänstgjorde som USA:s ambassadör i Norge 2022–2024.
På 1970-talet grundade Nathanson Falcon Holding Group inom kabel-TV-branschen och Falcon blev en betydande aktör inom branschen. Han sålde Falcon år 1999 och grundade Mapleton Investments. Samma år inrättades Broadcasting Board of Governors som en separat federal myndighet och Nathanson tjänstgjorde som dess styrelseordförande fram till år 2002. År 2010 blev han vald till Cable Hall of Fame.